# Kašihara
Kašihara (japonsky:橿原市 Kašihara-ši) je japonské město v prefektuře Nara na ostrově Honšú. Žije zde téměř 125 tisíc obyvatel. Město je významným šintoistickým místem a významnou dopravní křižovatkou.

## Partnerská města
- Luo-jang, Čínská lidová republika (12. únor 2006)